# Meigenia dorsalis
Meigenia dorsalis är en tvåvingeart som först beskrevs av Johann Wilhelm Meigen 1824.  Meigenia dorsalis ingår i släktet Meigenia och familjen parasitflugor. Arten är reproducerande i Sverige. Inga underarter finns listade i Catalogue of Life.